# Young Rattler
Young Rattler (né en 1811, mort en 1836) est un étalon de chasse aux trois-quarts Pur-sang, chef de race au Haras national du Pin en Normandie, qui a fortement contribué à donner naissance à la race du Trotteur français.

## Histoire
Young Rattler naît en 1811 en Angleterre chez Lord Poley. Son propriétaire réside à Dormington. Young Rattler tient le rôle de cheval de chasse. 
Il est acheté en Angleterre et amené en France par M. Wolluston, qui le revend ensuite à l'administration des Haras nationaux en 1820, d'où il est transféré au Haras national du Pin (Normandie) la même année, dans un contexte où les demi-sang trotteurs anglais restaient très peu connus en France.
Il se reproduit jusqu'en 1834, et meurt en 1836 à la station de Beuvron, pendant la saison de monte.

## Description
Young Rattler est un étalon fils d'un Pur-sang anglais, considéré comme un Trotteur Norfolk. Il est d'un modèle puissant, musclé et vigoureux, doué d'aptitudes remarquables pour le saut. C'est un cheval du modèle de ceux que le prince de Lambese avait ramenés d'Angleterre. Il mesure 1,58 m, et a la particularité d'être borgne de l'œil gauche.
Il est de robe baie, avec des jambes noires, et à quatre ans, mesure plus de quinze mains et trois pouces de haut. Il est décrit comme parfaitement tempéré et juste dans ses allures. 

## Origines
Young Rattler est un fils de l'étalon pur-sang Rattler, et d'une jument demi-sang, fille du pur-sang Snap. 
Il y a désaccord sur ses origines, car Maurizio Bongianni lui attribue le pur-sang Magnum Bonum (par Matchem) pour grand-père paternel, alors que The Hereford Journal de 1813 lui attribue pour grand-père paternel l'étalon Old Rattler. Les contributeurs du site web bloodlines ont reconstitué ses origines en croisant les sources anciennes. Ils présument l'existence de deux étalons pur-sang nommés « Snap » dans sa généalogie, l'un né en 1750, l'autre en 1802 : 
| Origines de Young Rattler                 | Origines de Young Rattler     | Origines de Young Rattler             | Origines de Young Rattler |
| ----------------------------------------- | ----------------------------- | ------------------------------------- | ------------------------- |
| Père Rattler 1795 - Pur-sang              | (Old) Rattler 1787 - Pur-sang | Imperator 1776, Pur-sang              | Conductor                 |
| Père Rattler 1795 - Pur-sang              | (Old) Rattler 1787 - Pur-sang | Imperator 1776, Pur-sang              | (une fille de Herod)      |
| Père Rattler 1795 - Pur-sang              | (Old) Rattler 1787 - Pur-sang | Emma 1768, Pur-sang                   | Spectator                 |
| Père Rattler 1795 - Pur-sang              | (Old) Rattler 1787 - Pur-sang | Emma 1768, Pur-sang                   | Lucy                      |
| Père Rattler 1795 - Pur-sang              | (une fille de Snap)           | Snap 1750, Pur-sang                   | Snip                      |
| Père Rattler 1795 - Pur-sang              | (une fille de Snap)           | Snap 1750, Pur-sang                   | Une sœur de Slipby        |
| Père Rattler 1795 - Pur-sang              | (une fille de Snap)           | Phoenix 1762, pur-sang                | Matchem                   |
| Père Rattler 1795 - Pur-sang              | (une fille de Snap)           | Phoenix 1762, pur-sang                | Duchess                   |
| Mère (une fille demi-sang de Snap) 1806 - | Snap 1802 - Pur-sang          | Delpini 1781, Pur-sang                | Highflyer                 |
| Mère (une fille demi-sang de Snap) 1806 - | Snap 1802 - Pur-sang          | Delpini 1781, Pur-sang                | Countess                  |
| Mère (une fille demi-sang de Snap) 1806 - | Snap 1802 - Pur-sang          | (une fille de Garrick) 1785, Pur-sang | Garrick                   |
| Mère (une fille demi-sang de Snap) 1806 - | Snap 1802 - Pur-sang          | (une fille de Garrick) 1785, Pur-sang | Monimia                   |
| Mère (une fille demi-sang de Snap) 1806 - | Anglaise Inconnue.            | ?                                     | ?                         |
| Mère (une fille demi-sang de Snap) 1806 - | Anglaise Inconnue.            | ?                                     | ?                         |
| Mère (une fille demi-sang de Snap) 1806 - | Anglaise Inconnue.            | ?                                     | ?                         |
| Mère (une fille demi-sang de Snap) 1806 - | Anglaise Inconnue.            | ?                                     | ?                         |

Dans Le cheval normand et ses origines : situation hippique de la France, étalons nationaux ; Orne, Calvados, Manche, différents élevages, généalogies, portraits ; courses au trot ; remontes militaires ; percherons... Précédé d'une introduction par Charles Du Hays (publié le 10 juin 1889), Edmond Gast (1857-1935) lui attribue une autre généalogie, semblable à celle évoquée par Maurizio Bongianni :
| Origines de Young Rattler                 | Origines de Young Rattler     | Origines de Young Rattler | Origines de Young Rattler |
| ----------------------------------------- | ----------------------------- | ------------------------- | ------------------------- |
| Père Rattler 1795 - Pur-sang              | (Old) Rattler 1787 - Pur-sang | Magnum Bonum              | Matchem                   |
| Père Rattler 1795 - Pur-sang              | (Old) Rattler 1787 - Pur-sang | Magnum Bonum              | Fille de Swift            |
| Père Rattler 1795 - Pur-sang              | (Old) Rattler 1787 - Pur-sang | Flora                     | Lofly                     |
| Père Rattler 1795 - Pur-sang              | (Old) Rattler 1787 - Pur-sang | Flora                     | Riot                      |
| Père Rattler 1795 - Pur-sang              | (une fille de Snap)           | Snap 1750, Pur-sang       | Old Snap                  |
| Père Rattler 1795 - Pur-sang              | (une fille de Snap)           | Snap 1750, Pur-sang       | Fille de Cade             |
| Père Rattler 1795 - Pur-sang              | (une fille de Snap)           | Anglaise inconnue.        | ?                         |
| Père Rattler 1795 - Pur-sang              | (une fille de Snap)           | Anglaise inconnue.        | ?                         |
| Mère (une fille demi-sang de Snap) 1806 - | Snap 1802 - Pur-sang          | Old Snap                  | Snip                      |
| Mère (une fille demi-sang de Snap) 1806 - | Snap 1802 - Pur-sang          | Old Snap                  | Fille de Fox              |
| Mère (une fille demi-sang de Snap) 1806 - | Snap 1802 - Pur-sang          | Fille de Cade             | Cade                      |
| Mère (une fille demi-sang de Snap) 1806 - | Snap 1802 - Pur-sang          | Fille de Cade             | Fille de Portner          |
| Mère (une fille demi-sang de Snap) 1806 - | Anglaise inconnue             | ?                         | ?                         |
| Mère (une fille demi-sang de Snap) 1806 - | Anglaise inconnue             | ?                         | ?                         |
| Mère (une fille demi-sang de Snap) 1806 - | Anglaise inconnue             | ?                         | ?                         |
| Mère (une fille demi-sang de Snap) 1806 - | Anglaise inconnue             | ?                         | ?                         |

## Descendance
Le Grand Larousse encyclopédique de Pierre Larousse (1960) cite Young Rattler comme le « chef de race » du « demi-sang normand ». Young Rattler est surtout connu pour être à l'origine de deux branches majeures du Trotteur français, à travers ses descendants Conquérant (1858) et Normand (1869).
D'après Maurice O'Neill, durant sa carrière d'étalon au Haras national du Pin, Young Rattler a pris de l'importance dans l'élevage des chevaux normands à travers son descendant Fuschia. Selon Paul Guillerot (1896), « sa descendance fut si nombreuse que son nom se retrouve presque toujours dans les généalogies des étalons de tête ; son petit-fils Voltaire procréa Kapirat, étalon exceptionnel, dont les fils, Conquérant et Kapirat II, ont fait la fortune de la Normandie et de la Vendée ».